# Ærø
Ærø (Aussprache [ˈeːˌʁøːʔ], aus dänisch Ær „Ahorn“ und Ø „Insel“, wörtlich also Ahorninsel, deutsch Arrö), nicht zu verwechseln mit Årø, ist eine Ostseeinsel und eine Großgemeinde in Dänemark mit 5870 Bewohnern (1. Januar 2025). Sie gehört zum Verwaltungsbezirk Region Syddanmark.
Ærø wird in der Tourismusbranche als „hyggelig“ vermarktet, gemeint ist hier „besonders idyllisch“ und „typisch dänisch“.

## Geographie
Ærø ist etwa 30 km lang und bis zu 6 km breit und bedeckt eine Fläche von 88 Quadratkilometern. Die Insel liegt am südlichen Eingang zum Kleinen Belt und ist umgeben von Fünen (dänisch Fyn) im Norden, Langeland im Osten, Schleswig-Holstein im Süden und Alsen (Als) im Westen.
Während der Nordwesten der Insel durch lebhaft hügeliges Terrain geprägt ist (Synneshøj, 68 m), kennzeichnet den Südteil ein sanft nach Südwesten abfallender Höhenrücken. An der Nordostküste kommt es zur Bildung von Strandhaken, während sich im Südwesten bei Voderup eine Kliffküste ausgebildet hat.
Auf der Insel liegen drei kleine Hafenstädte, 14 Dörfer und zahlreiche Einzelhöfe.

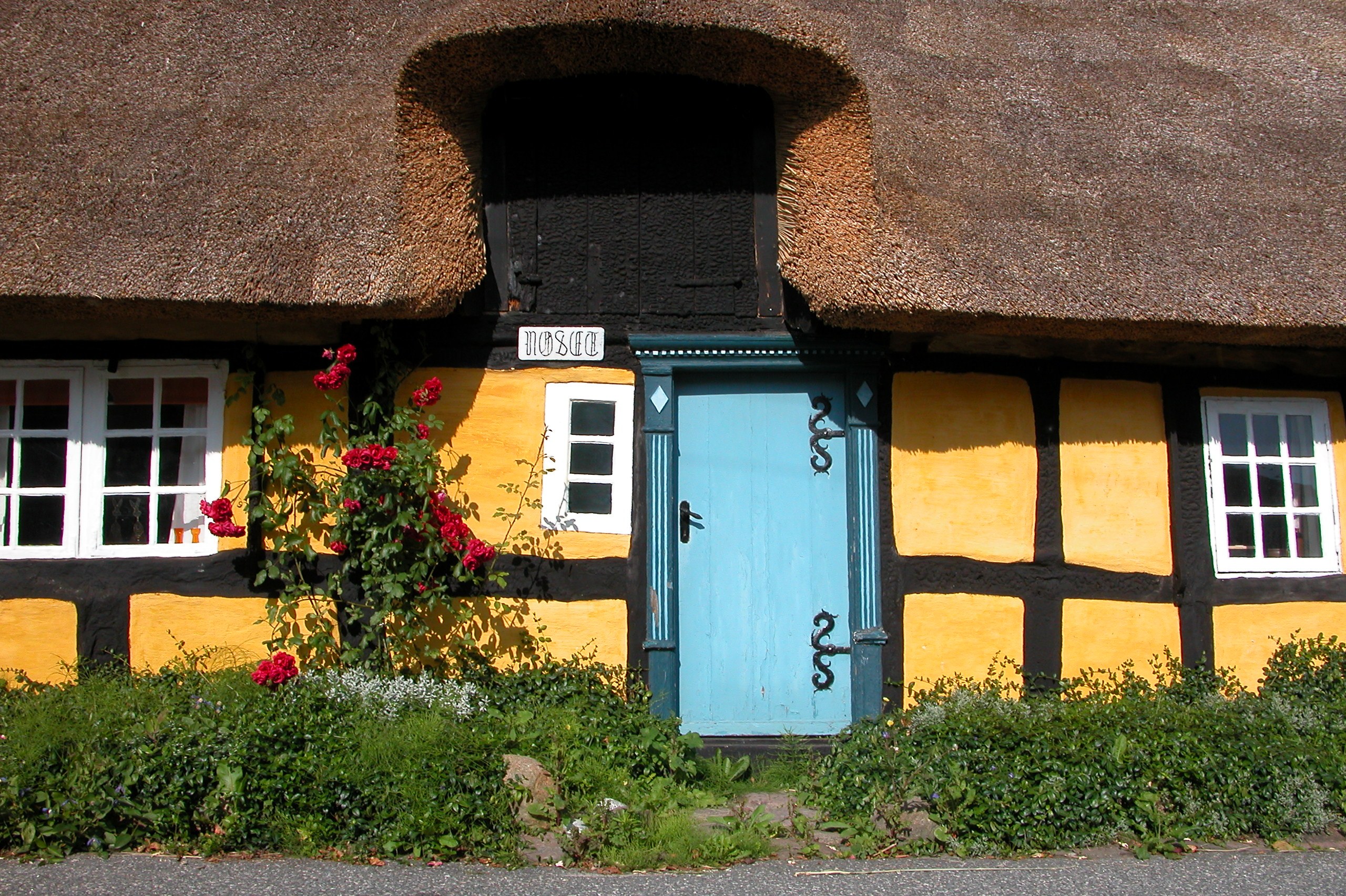
Haus in Ommel

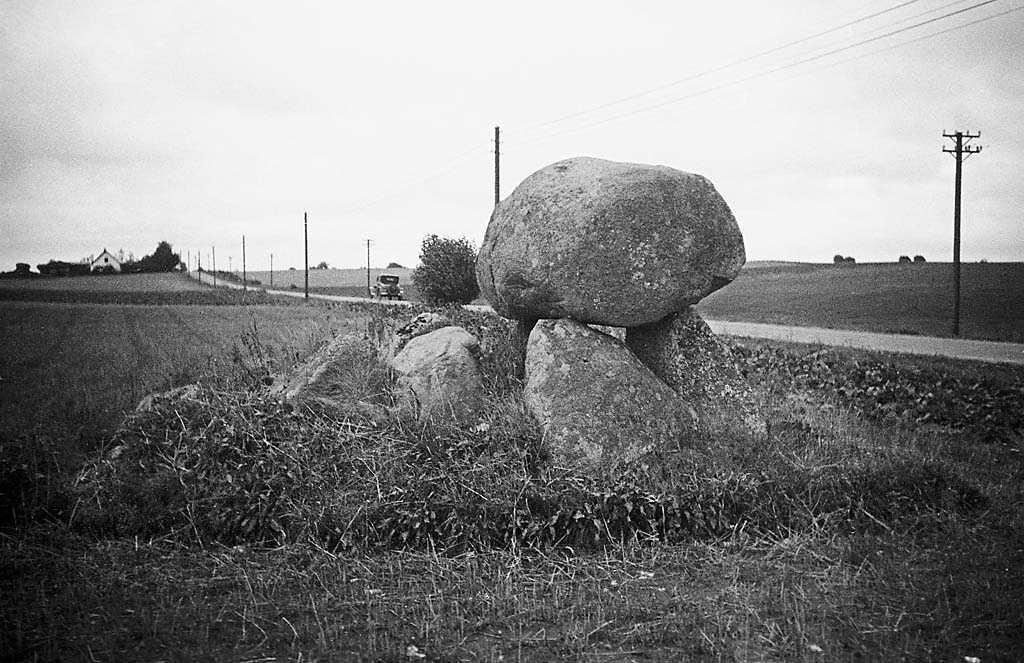
Dolmen in Bregninge

## Orte
Wichtiger Hafen und größter Ort ist Marstal im Osten. Hier ist der Hafen mit seinen Reedereien, Werften und die Seefahrtsschule beherrschend. Historisches Zentrum ist die malerische Stadt Ærøskøbing mit ihren engen Gassen und denkmalgeschützten Fachwerkhäusern aus dem 18. Jahrhundert. Die „Märchenstadt“ hat seit 1522 die Stadtrechte. Wirtschaftszentrum und Fischereihafen ist heute Søby an der Nordspitze der Insel. Beim zentralen Ort Olde auf dem höchsten Punkt der Insel befindet sich die Friedensbank des Bildhauers Erik Brandt. Sie soll die Menschen dazu einladen, beim Blick über diese Insel und das Meer über den Weltfrieden nachzudenken.

## Verkehr und Technik
Ærø gehört wie Samsø zu den größeren dänischen Ostseeinseln, die nicht durch eine Brücke mit dem Festland verbunden sind: So gibt es keinen Durchgangsverkehr, der Straßenverkehr hält sich in Grenzen.
Die zwei Buslinien der Insel sind für alle Nutzer kostenlos.
Es bestehen Autofähren-Verbindungen nach Alsen, Fünen und Langeland. Ærø liegt in dem beliebten Segelrevier der "dänischen Südsee" (Sydfynske øhav).

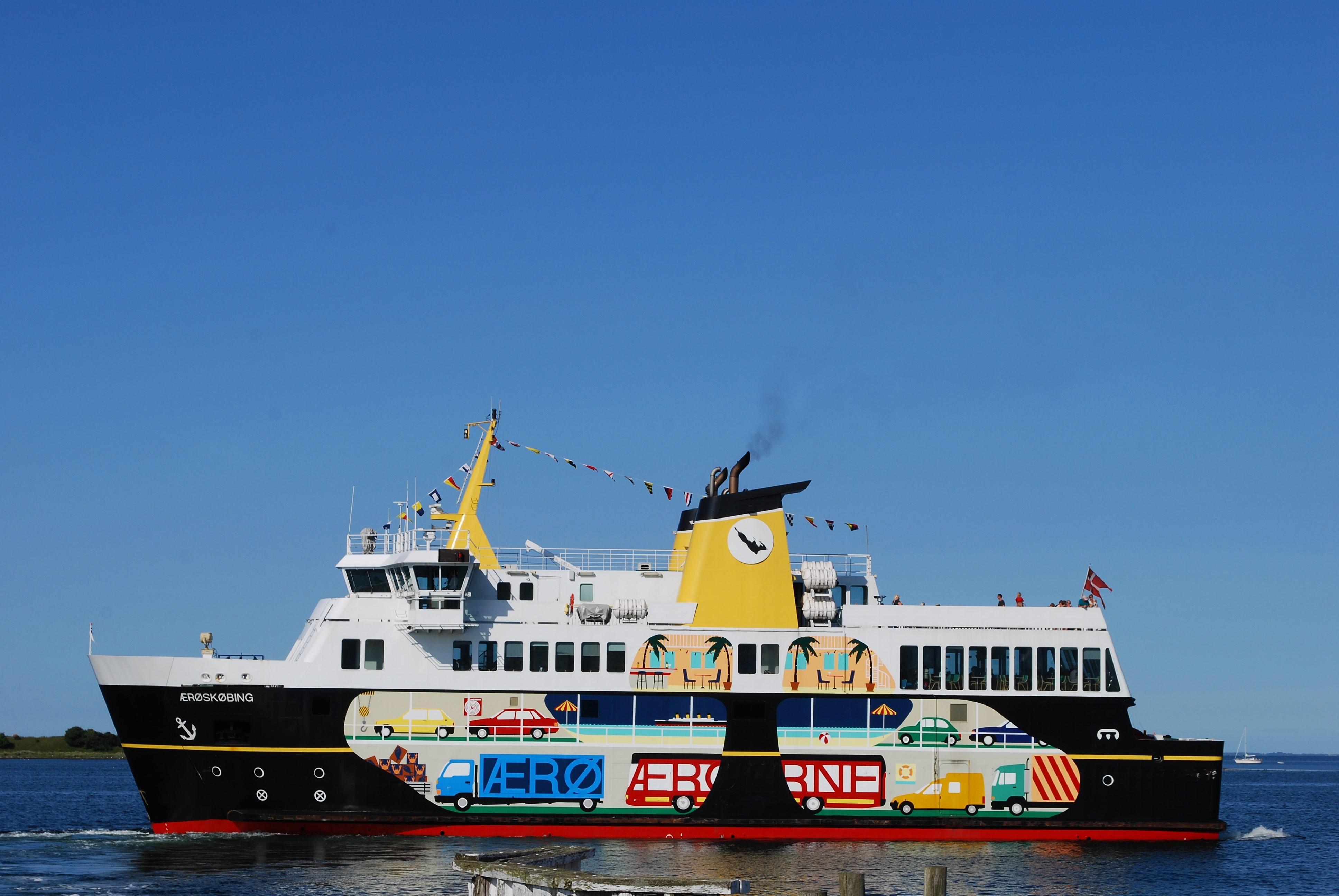
Ærøskøbing
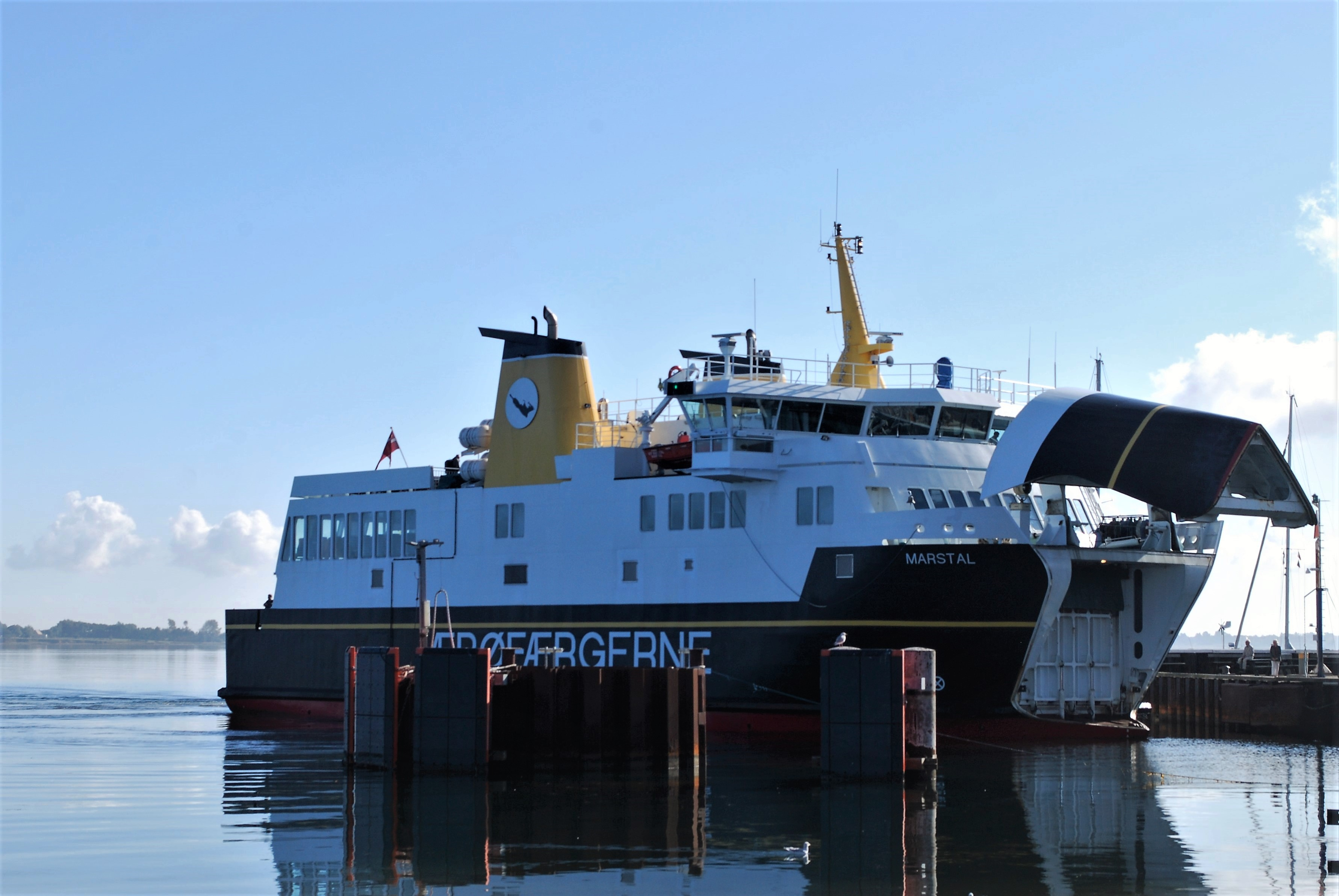
Marstal
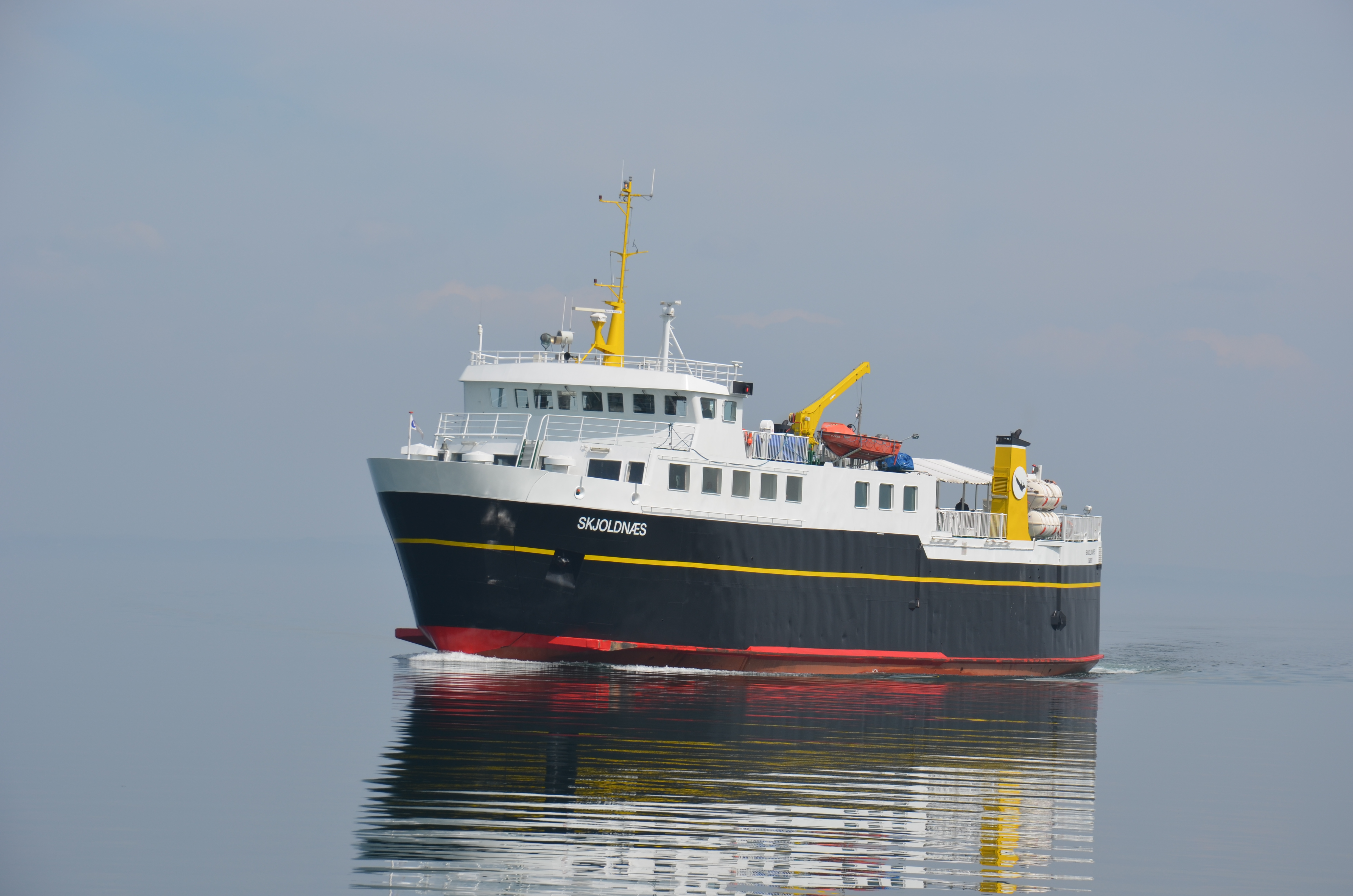
Skjoldnæs
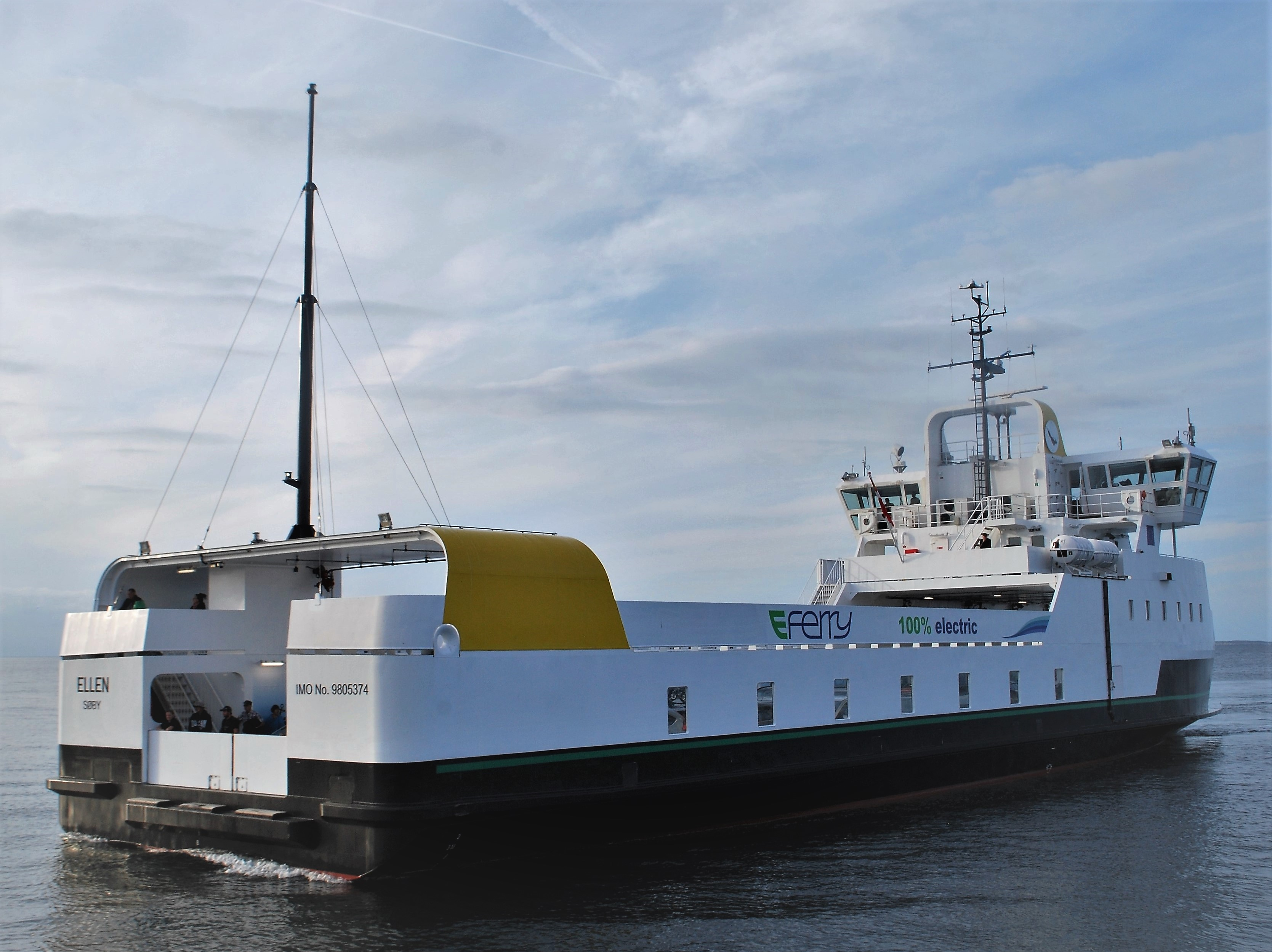
Ellen
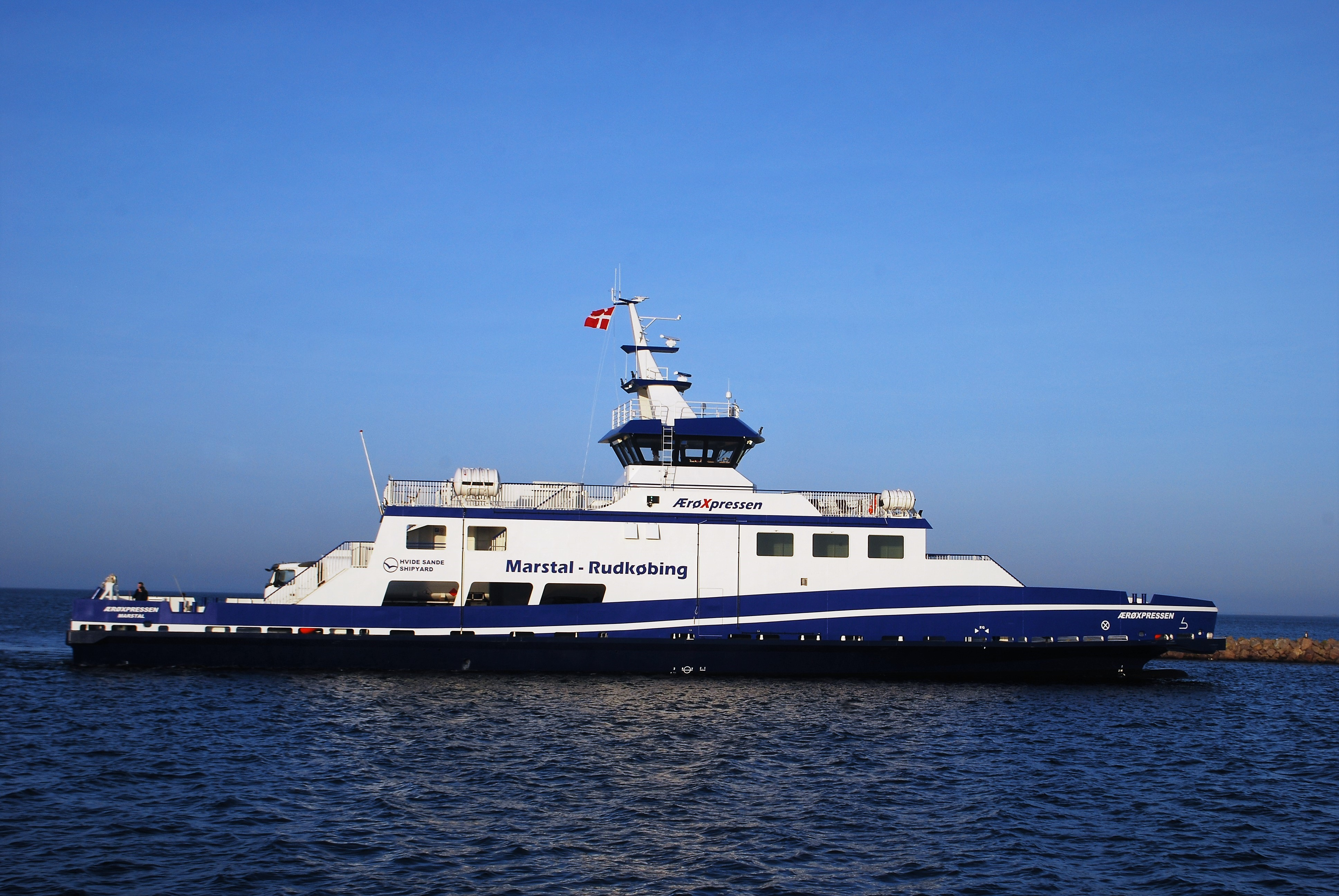
ÆrøXpressen

Die Anreise aus Deutschland erfolgt über die A7 bzw. per Bahn nach Flensburg und von dort über Sønderborg nach Fynshav auf der Insel Alsen. Von hier setzt die kommunale Reederei Ærøfærgerne mit der Fähre Ellen über, die Fahrtzeit beträgt 60 Minuten.
Ærøfærgerne betreibt neben der Route ab Fynshav zwei weitere Linien zwischen Ærø und Fünen: ab Faaborg nach Søby und ab Svendborg nach Ærøskøbing. Die Verbindung zwischen Marstal und Rudkøbing auf Langeland wurde zum 21. Januar 2013 eingestellt.
Die Strecke wurde 2019 mit der Ærøxpressen der gleichnamigen Reederei wieder aufgenommen.
Bis zur Beendigung der Butterfahrten 1999 transportierte die Fair Lady Passagiere und Fahrräder zwischen Kiel und Marstal.
Auf Ærø befindet sich nach eigenen Angaben die größte Solarenergie-Anlage (Wärme) der Welt mit 18.365 m² Fläche. Sie deckt ein Drittel des Wärmebedarfs der größten Stadt Marstal (über 2.000 Einwohner).
Eine Eisenbahnverbindung mit Hilfe von Eisenbahnfähren bestand von 1931 bis 1995 (siehe Eisenbahn auf Ærø).
Für Schiffe über 500 Bruttoregistertonnen (BRT) wurde die Stromsteuer erlassen: Aktuell wird für die Insel eine elektrisch betriebene Fähre mit Energiespeisung aus Akkulumatoren entwickelt. Für November 2017 war die Inbetriebnahme der ersten, ab 2021 von drei weiteren Fähren geplant für die Fahrt von Fynshav am Festland 10,7 nm zur Insel. Projektiert sind ein 4,2 MWh Li-Ionen-Akku (G/NMC) und 3,9 MW Ladeleistung, gefördert wird das Projekt durch EU Horizon 2020. Die Schiffsakkus sollen von Leclanché (CH) geliefert werden.
Im August 2019 nahm die Ellen als angeblich größte vollelektrische Fähre ihren Fährbetrieb zwischen süddänischen Häfen Fynshav (Als) und Søby (Ærø) auf. Sie besitzt eine 4,3-MWh-Batterie und kann 200 Passagiere und 30 Autos befördern.

### Flugplatz

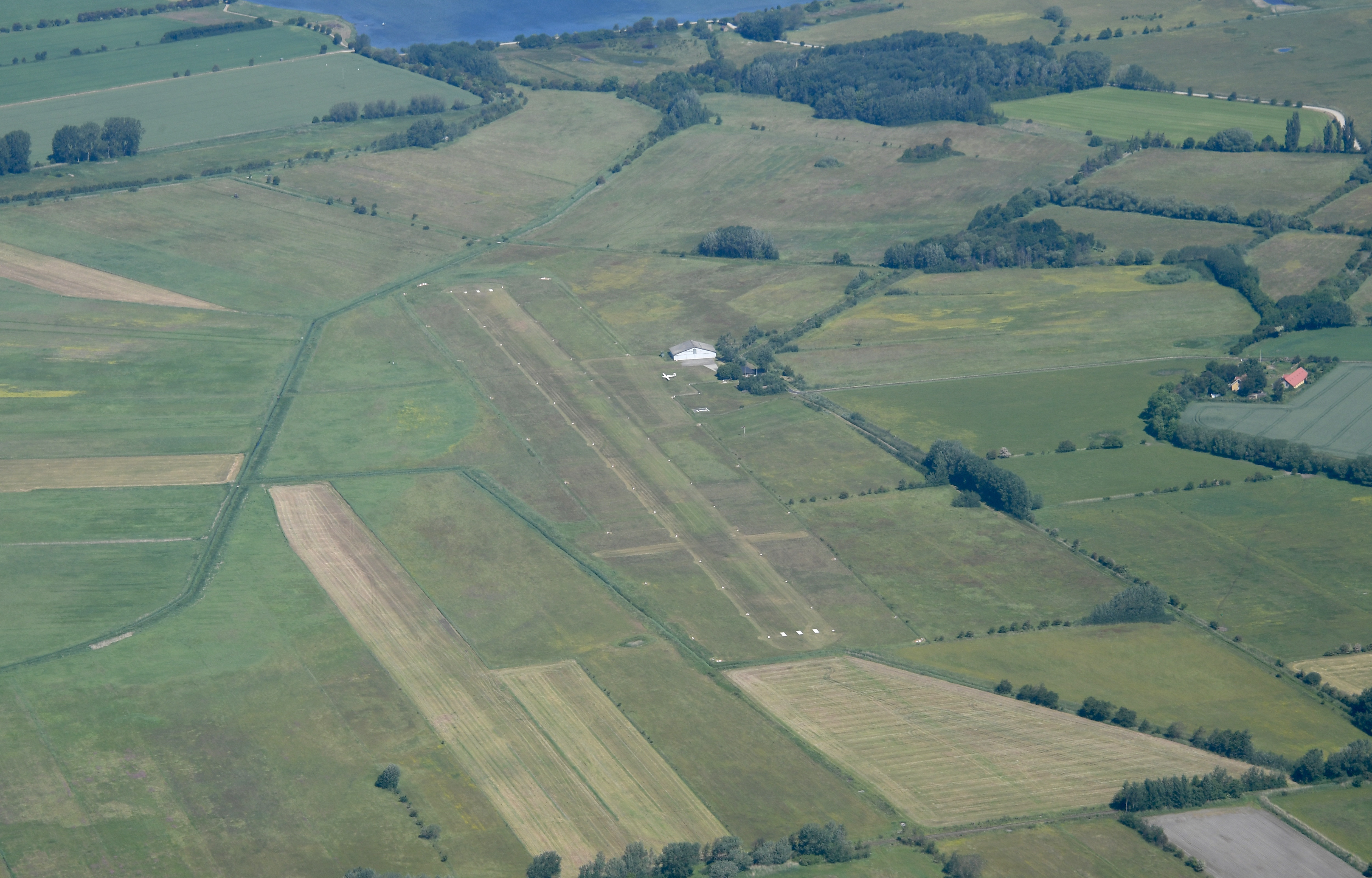
Luftbild des Flugplatzes Ærø

Der Flugplatz Ærø (dänisch Ærø Flyveplads; ICAO-Code EKAE) befindet sich bei Marstal und hat eine 789 Meter lange Start- und Landebahn aus Gras. Allerdings dient diese Graspiste den Ærø-Besuchern eher als Ausgangspunkt für Rundflüge über die südfünische Inselwelt. Auf dem Flugplatz befindet sich auch ein Hubschrauberlandeplatz.

## Geschichte
Es gibt archäologische Funde, die eine über 10.000-jährige Besiedlung nachweisen. Im Südosten der Insel befinden sich mehrere Hünengräber. Hierzu gehören das Ganggrab von Kragnæs und die Langdolmen von Lindsbjerg Bakke, Risemark und Tingstedet. Letzteres soll, wie der Name besagt, eine Thingstätte gewesen sein.

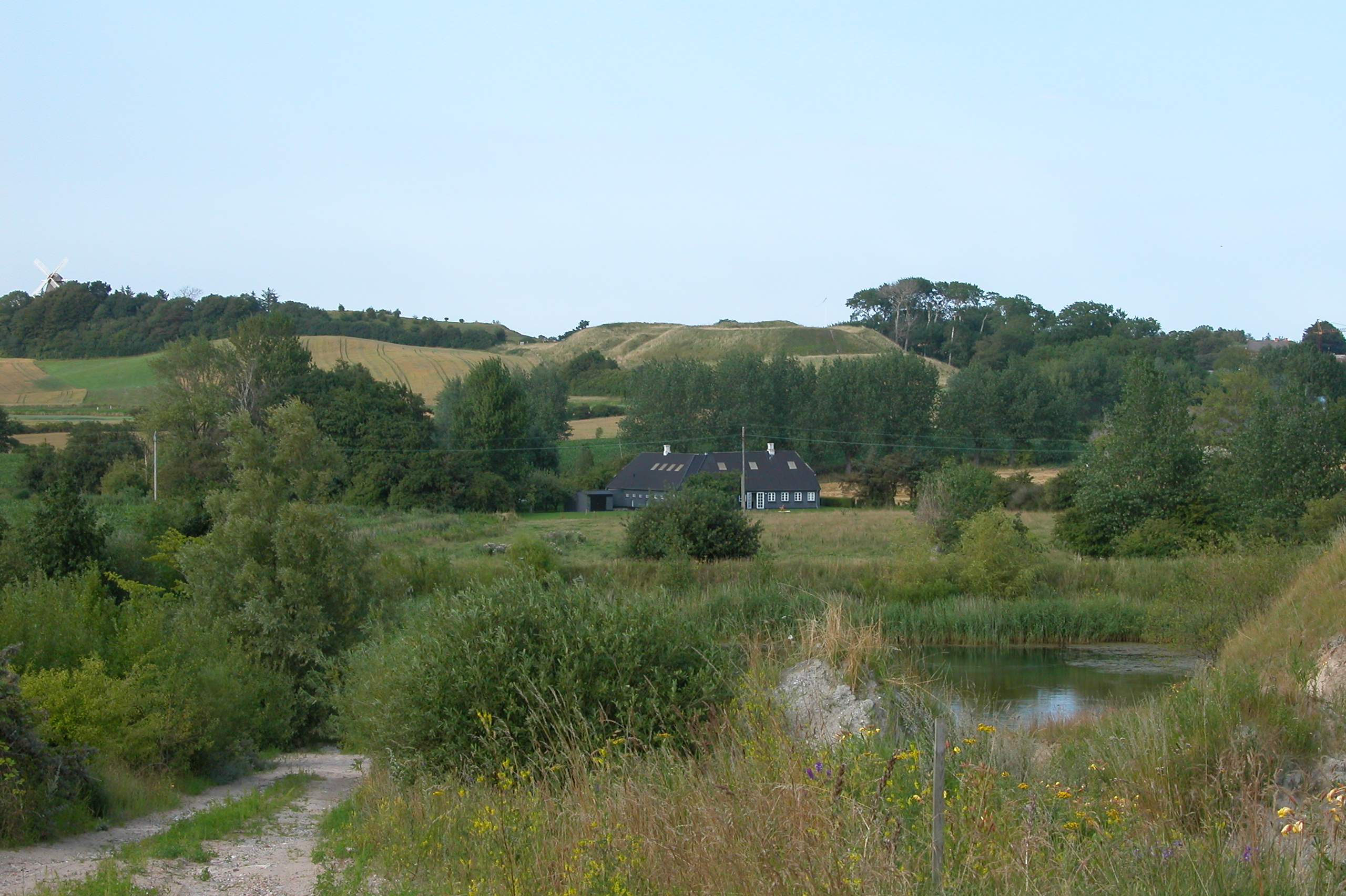
Søby Volde, Wallanlage aus dem 12. Jahrhundert.

Bereits im 14. Jahrhundert war Ærø mit dem Herzogtum Schleswig verbunden und wurde es endgültig, nachdem König Erik von Pommern auf seine letzten schleswigschen Besitzungen verzichten musste.

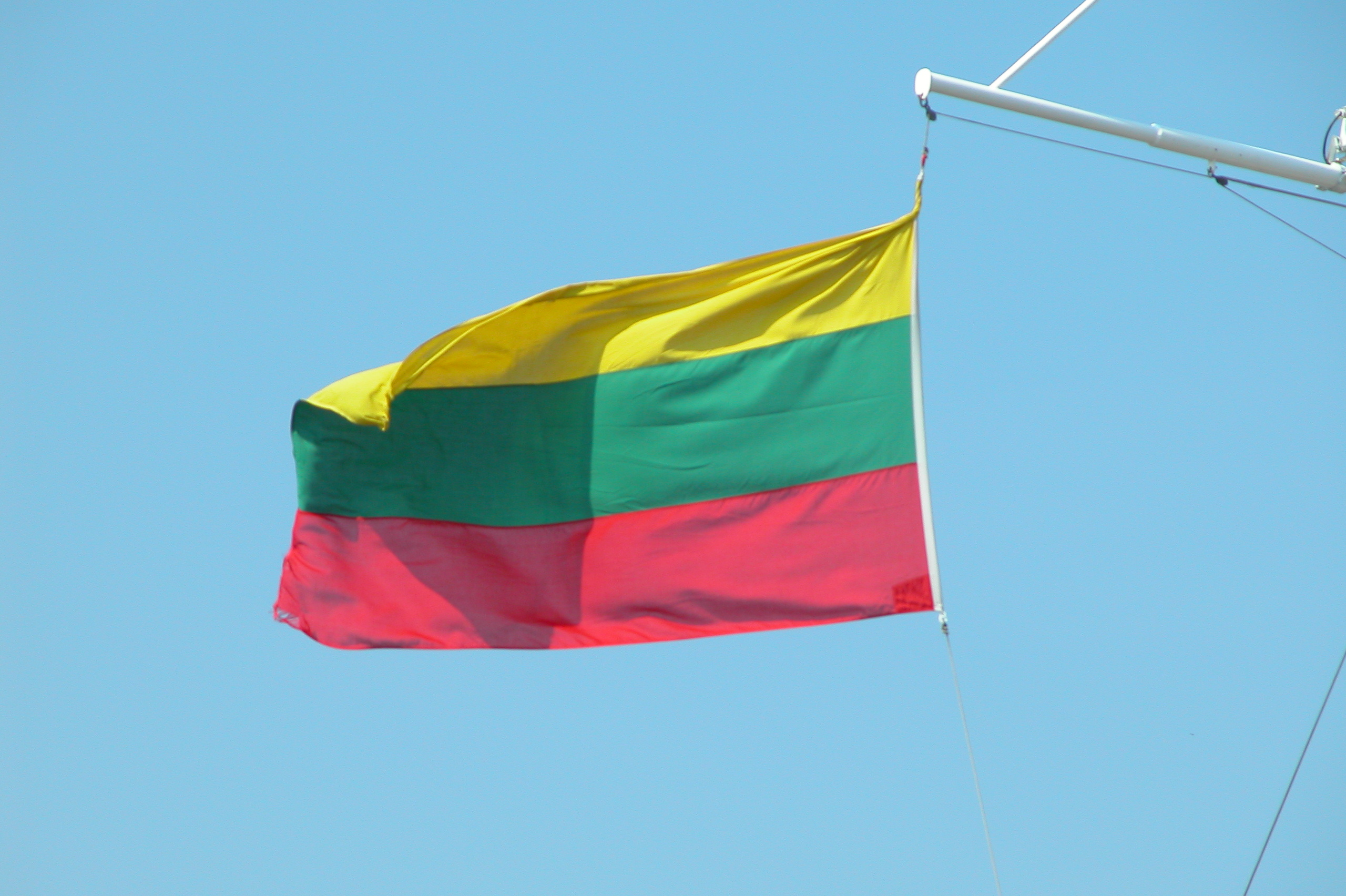
Die inoffizielle Flagge Ærøs geht auf ein herzogliches Banner aus dem 17. Jahrhundert zurück.

Über die Lokalgeschichte ist bis ins 16. Jahrhundert wenig bekannt. Man weiß nicht einmal sicher, ob die frühere Stadt Vysbye mit Ærøskøbing identisch ist, auch wenn dies sehr wahrscheinlich ist. Mehrere Klöster der Insel Fyn (deutsch Fünen) sowie einige schleswigsche Adelsgüter hatten auf der Insel Besitzungen. Nur ein eigenständiges Gut Ludsgaard ist bekannt.
Bei den Landesteilungen des Herzogtums Schleswig von 1490, 1523 und 1544 blieb Ærø beim königlich dänischen Anteil, wurde jedoch 1564 dem Bruder König Friedrichs II., Johann dem Jüngeren, überlassen. Der kaufte sämtliche Streugüter auf der Insel auf und fasste das Gebiet zu drei großen Lehnsdistrikten zusammen, die nach den Hauptgütern Söbygaard, Gravenstein und Gottesgabe benannt wurden. Nach dem Tod des Herzogs kam die Insel an dessen ältesten Sohn Christian und war fortan ein eigenständiges Herzogtum, das den Schleswiger Landesherren unterstellt blieb, wie der gesamte Sonderburger Besitz seit 1564, da die Landstände keinen weiteren Herrscher dulden wollten.
1629 zerstörte ein Brand die Inselmetropole Ærøskøbing. Ansonsten blieb Ærø von Verheerungen verschont.
1633 starb Herzog Christian, und seine vier Brüder teilten die Insel. Das Lehen Gravenstein war inzwischen aufgeteilt worden, so dass mit Vodrup ein vierter Distrikt entstanden war. Da der Sonderburger und der Plöner Herzog von Schleswig-Holstein-Plön ihre Besitzungen an ihre Brüder aus Norburg und Glücksburg verkauften, war die Insel fortan dreigeteilt, da ersterer Söbygaard im Norden und Gottesgabe mit Marstal im Süden besaß, letzterer jedoch die Mitte. 1676 bis 1729 gehörten die beiden erstgenannten Teile zum neuen Herzogtum Norburg-Plön und wurden nach dessen Ende königlich. 1749 verkaufte der Glücksburger Herzog seinen Besitz an den König.
1773 wurde das Eiland in einer Verwaltungseinheit zusammengefasst, die zum Amt Norburg gehörte, als Landschaft jedoch einen ähnlichen Status wie die Nordseeinseln Sylt und Osterland-Föhr hatten. Im Gegensatz zu den übrigen schleswigschen Städten musste sich Ærøskøbing der Landjurisdiktion unterwerfen. Bis 1864 gehörte Ærø zum Herzogtum Schleswig. Bei der Grenzregulierung im Frieden von Wien kam es direkt an das Königreich Dänemark.
Nach der Lösung vom Herzogtum Schleswig und der Eingliederung ins Königreich wurde Ærø ein Teil des Svendborg Amt, das den Südteil von Fyn (deutsch Fünen) und die südlich vorgelagerten Inseln umfasste. Wie in Dänemark üblich, wurden hier die Kirchspielsgemeinden (dän.: Sogn) zum Träger der ländlichen Kommunalverwaltung. Søby Sogn, Tranderup Sogn, Rise Sogn, Bregninge Sogn, Marstal Sogn und Ærøskøbing Sogn bildeten die Landgemeinden, während die Stadt Ærøskøbing und der Flecken (eine schleswigsche Kommunalform, die im Königreich dem handelsplads entspricht) Marstal ihren Sonderstatus behielten. In rechtlicher wie kirchlicher Hinsicht bekam die Insel als Ganzes den Status einer Harde (Ærø Herred).
In der Folgezeit hatte Ærø mit seiner Grenzlage zu kämpfen, da die historischen Verbindungen über den Kleinen Belt hinweg stark erschwert worden waren und die Insel sich in Bezug auf Fünen und das übrige Dänemark in einer unbequemen Randlage befand. Namentlich der bis dahin wichtige Seehandelsplatz Marstal wurde hart getroffen.
Bei der Verwaltungsreform 1970 vereinigte sich der Flecken Marstal mit dem Landkirchspiel zur Marstal Kommune, während die übrigen Inselgemeinden zur Ærøskøbing Kommune zusammengeschlossen wurden. Beide Kommunen wurden Teil des neuen Fyns Amt mit Sitz in Odense. Mit dem Jahresbeginn 2006, also bereits ein Jahr vor der Dänischen Kommunalreform zum 1. Januar 2007, vereinigten die beiden Kommunen sich zur Ærø Kommune, die ein Jahr später mit der Kommunalreform Teil der neuen Region Syddanmark wurde.
Ein neueres wichtiges Datum ist das Jahr 2000, in dem eine Bürgerbewegung der Insulaner die Seefahrtsschule in Marstal vor der Schließung rettete. Die Landschaft, ein Leuchtturm, zwei Museen, einige Mühlen, Dorfkirchen (Rise aus dem 12. Jahrhundert ist die älteste), das Voderup Klint und ein Ausflug zur Insel Birkholm werben für Ærø.
Der dänische Autor Carsten Jensen schrieb das Buch "Wir Ertrunkenen". Es erzählt die Geschichte der Bewohner von Marstal von 1848 bis zum Ende des Zweiten Weltkrieges. Es wurde ein Bestseller und in mehr als zehn Sprachen übersetzt.

## Sehenswürdigkeiten
- Ganggrab von Kragnæs
- Doppel-Ganggrab von Lindsbjerg

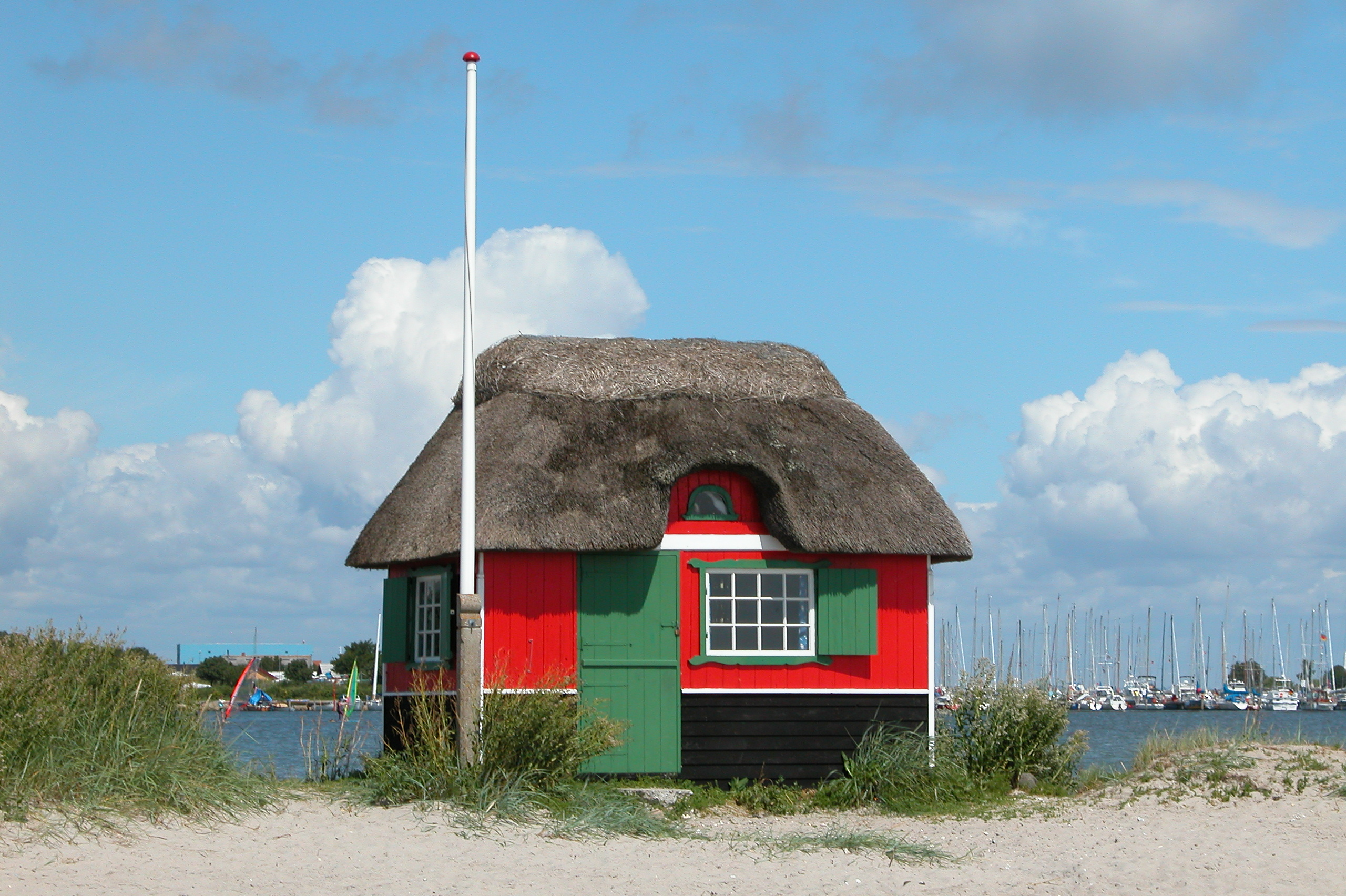
Strandhaus, Ærø Hale, Marstal

- Langdolmen Tingstedet in Store Rise
- Leuchtturm von Skjoldnæs
- Windmühlen